# ميبروبامات
ميبروبامات (يُباع بالاسم التجاري ميلتاون) هو دواء يستخدم لعلاج القلق، والنوبات المرضية، وللتخدير. ويُعطى فمويًّا، يبدأ مفعوله بعد قُرابة ساعة من تناوله عند الاستخدام قصير الأمد. 
تشمل الآثار الجانبية الشائعة على: الغثيان، وخفقان القلب، وانخفاض ضغط الدم، والنعاس، و يسبب ضعف التنسيق، وفقر الدم اللاتنسجي.  قد تشمل الآثار الجانبية الأخرى لإساءة الاستخدام ردود الفعل التحسسية.  كما أن استخدامه في فترة الحمل قد يضر الجنين. وهو من مركبات الكاربامات العضوية. 
اُكتشف الاستخدام الطبي للميبروبامات في عام 1905.  لكن، سُحِبت
اُكتشف الاستخدام الطبي للميبروبامات في عام 1905. ولكن، سُحِبت الموافقة على استخدامه في أوروبا عام 2012. وهو متوفر دواءًا عامًا. وفي الولايات المتحدة تبلغ تكلفته نحو 160 دولارًا أمريكيًا شهريًا منذ من عام 2021. أما في المملكة المتحدة لا يمكن توفيره إلا بترخيص، ويعد دواءً أقل ملاءمة.